# Vickers 14 in/45
Il Vickers 14 in/45 fu un cannone (su complessi binati) in dotazione alle corazzate classe Kongo, classe Ise  e classe Fuso. Fu un cannone abbastanza preciso e affidabile, può essere definito il migliore cannone per navi da battaglia giapponesi. Non è il primo caso in cui il Giappone decise di adottare progetti occidentali per poi assimilarli. La stessa corazzata Kongo fu progettata e costruita dai cantieri navali inglesi della Vickers Limited. Inoltre quest'ultima vendette tecnologie anche alla Regia Marina nel primo dopoguerra.
Il design del cannone fu presentato per la prima volta dalla Vickers Limited ai giapponesi nel novembre del 1910. Nel tentativo di nascondere l'effettiva grandezza dei cannoni la Vickers li classificò nei propri documenti interni come i 12-in Vickers Mark "J" (304.8mm). I giapponesi li registrarono come i 12-in Meiji 43 Type (43º anno dell'era Meiji). In seguito i cannoni furono conosciuti come i 14-in Vickers Mark "A" (355.6mm) mentre i giapponesi adottarono la definizione 14-in 41st Type. Nel 1917 quando l'Impero del Sol Levante adottò il sistema metrico questa arma venne classificata come 36cm/45 41st Year Type (14.2), ma le canne rimasero le stesse. Nonostante tutto ciò l'ufficiale designazione fu: 45 41st Year Type 36 cm Gun
Le versioni giapponesi create più tardi differirono seppur di qualche dettaglio dai progetti Vickers, ma le capacità operative erano comunque simili.